# Farley Mowat (Schiff, 1992)
Die Farley Mowat ist ein Schiff der Sea Shepherd Conservation Society. Es wird für die direkten Aktionen der Organisation gegen Walfang und illegale Fischerei eingesetzt. Seit 2015 ist das Schiff Teil der fortlaufenden Kampagne Operation Milagro zum Schutz des vom Aussterben bedrohten Kalifornischen Schweinswals (Phocoena sinus) und wird zu Patrouillenfahrten im Golf von Kalifornien eingesetzt.

## Geschichte
Das Patrouillenschiff wurde als USCG Block Island im Februar 1991 in den Dienst der Küstenwache der USA gestellt. Zuvor wurde es als 44. von 49 Island-class Schiffen in den Bollinger Shipyards, Lockport, Louisiana gebaut. Das Schiff war an der Küstenwachenbasis Fort Macon stationiert und führte von dort aus hauptsächlich Rettungsmissionen und Kontrollen der Fischerei durch. Zu den Aufgabenfeldern zählten außerdem  Operationen zur Gesetzeinhaltung und Überwachung sowie Einsätze gegen Drogenschmuggler, die das Schiff bis Haiti führten. Nach 23 Jahren im Einsatz wurde das Schiff in einer feierlichen Zeremonie am 15. März 2014 außer Dienst gestellt. Anschließend wurde das Schiff nach Baltimore, Maryland überführt, wo es demilitarisiert wurde und bis zum weiteren Verkauf verblieb.

## Erwerb durch Sea Shepherd
Im Januar 2015 erwarb Sea Shepherd das Schiff sowie das Schwesterschiff USCG Pea Island und nannte es in Farley Mowat um. Beide Schiffe verließen Baltimore im Frühjahr in Richtung Key West, wo zuerst die Farley Mowat und anschließend die Jules Verne generalüberholt wurden. Im Herbst 2015 kam das Schiff in ein Trockendock in Tampa, Florida, wo die Überholungsarbeiten abgeschlossen wurden. Das Schiff ist bereits das zweite Schiff in der Geschichte von Sea Shepherd, das nach dem kanadischen Schriftsteller Farley Mowat benannt wurde. Das erste Schiff mit dem Namen Mowats war bis 2008 im Einsatz für Sea Shepherd gewesen.

## Einsatz für Sea Shepherd
Das Schiff wurde für eine Kampagne zum Schutz des Kalifornischen Schweinswals (Phocoena sinus) (Vaquita) im Rahmen der Operation Milagro eingesetzt. Die vom Aussterben bedrohte Art ist in diesem Seegebiet endemisch. Freiwillige der Organisation sammelten illegale Stellnetze im Golf von Kalifornien ein, in denen sich die Meeressäuger verfangen. Von Januar bis Ende April 2016 unterstützte die Farley Mowat das Segelschiff von Sea Shepherd USA, die Martin Sheen, im zweiten Jahr der Kampagne. 

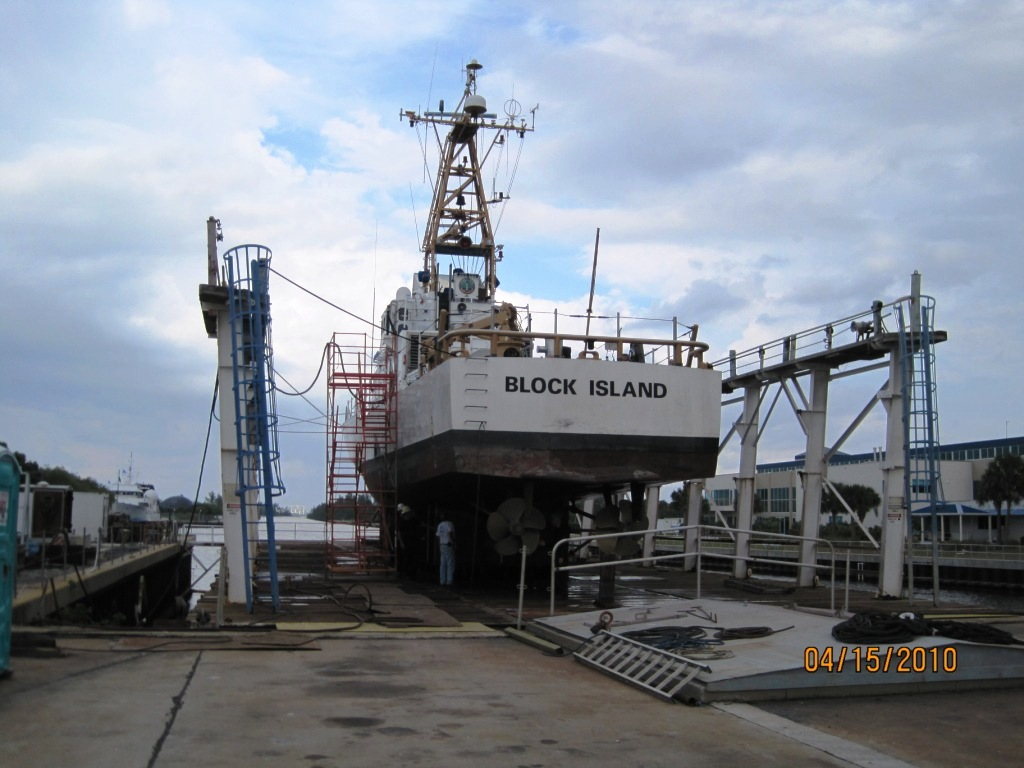
Die Farley Mowat noch als USCG Block Island im Trockendock.

 Nachdem die mexikanische Regierung Sea Shepherd die Erlaubnis erteilt hatte, illegale Netze und Langleinen zu konfiszieren, beschlagnahmten die Besatzungen der Mowat und Sheen insgesamt 42 illegale Stellnetze und 16 Langleinen. Nach einem kurzen Stopp in San Diego mit anschließendem Trockendock in Nordmexiko kehrte die Farley Mowat im Sommer in den Golf von Kalifornien für die Operation Guardian Angel in den Golf von Kalifornien zurück. Außerhalb der Fischfangsaison suchte die Mannschaft nach zurückgelassenem Fischereigerät und Geisternetzen, die als tödliche Falle für Meerestiere durch das Gebiet treiben. Ab Dezember 2016 unterstützte die Sam Simon die Mowat im dritten Jahr der Kampagne Milagro.
Am 25. Januar rettete die Crew der Fairly Mowat einen über Bord gegangenen mexikanischen Fischer, den sie an Bord nahmen. Ein zweiter über Bord gegangener Fischer konnte weder von den Sea Shepherd-Schiffen noch von der mexikanischen Küstenwache aufgefunden werden. Anfang April erhielten die Mowat und die Simon Geleitschutz von fünf mexikanischen Marineschiffen, da lokale Fischer drohten, die Sea Shepherd Schiffe mit 200 Kleinbooten – so genannten Pangas – anzugreifen. Durch den Einsatz der Polizei gelang es den Fischern nur, ein Viertel der Boote zu Wasser zu lassen. Keines der Boote erreichte die Sea Shepherd-Schiffe. Während einer Demonstration einige Tage zuvor wurde ein Panga mit der Aufschrift „Sea Shepherd“ als Drohung verbrannt. Während der bis Ende Mai dauernden Kampagne entdeckten die Sea Shepherd-Schiffe 593 illegal agierende Kleinboote. Zusammen mit der Sam Simon konfiszierten die Sea Shepherd-Schiffe 233 illegale Fischernetze, darunter 189 Totoaba-, 27 Garnelennetze sowie 17 Langleinen. Die Netze wurden unbrauchbar gemacht und zum recyceln an die Organisation „Parley for the Oceans“ gegeben. In den Netzen befanden sich 1195 tote Tiere, darunter Haie, Delfine, Wale, Schildkröten, Robben und Seelöwen. 796 Tiere wurden lebend freigelassen. Zusätzlich zogen die Schiffe 160 Geisternetze aus der Cortes-See. Den Sommer 2017 verbrachte die Mowat nach einem kurzen Aufenthalt im Trockendock wieder im Golf. Im Rahmen der Operation Ghostnet zog das Sea Shepherd-Schiff erneut zurückgelassene Netze aus dem Meer. Für das vierte Jahr der Milagro-Kampagne erhält die Mowat ab Dezember von dem Schwesterschiff John Paul DeJoira und ab Frühjahr 2018 von der Sharpie Unterstützung.